# Paul Laporte
Paul Laporte (geborener Paul Heilbronner 22. November 1904 in München; gestorben wahrscheinlich 4. Juni 1980 in Santa Barbara) war ein deutschamerikanischer Kunsthistoriker.

## Leben
Paul Heilbronner war ein Sohn des Bankiers Hugo Heilbronner. Er brach den Schulbesuch am Alten Realgymnasium ab und besuchte die Kunstgewerbeschule München und die Kunstgewerbeschule Halle, unter anderem bei Richard Riemerschmid, Karl Caspar und Erwin Hahs, danach arbeitete er als Maler und Radierer. Ab 1928 studierte Heilbronner Kunstgeschichte, Archäologie und Philosophie an der Universität München und wurde 1933 mit einer Dissertation über Johann Michael Fischer bei Wilhelm Pinder promoviert, daneben machte er praktische Erfahrungen bei der Fotografie künstlerischer Werke.
Nach der Machtergreifung der Nationalsozialisten emigrierte er noch 1933 nach Italien, wo er in Florenz mit Rudolf Arnheim und dessen Frau Annette Freundschaft schloss, Annette Arnheim und er heirateten 1943. Er drehte Kurzfilme über Kunstwerke und einen Film über Florenz und schrieb für italienische Magazine über Kunst und über Film.
Mit Unterstützung der American Guild for German Cultural Freedom emigrierte er 1939 in die USA, wo er den Namen Paul Laporte annahm. Er arbeitete als Lehrer für Kunst- und Werkunterricht an verschiedenen Colleges, unter anderem an der Gordon School in Providence, an der Providence Country Day School, an der Ethel Walker School in Simsbury, ab 1956 war er Professor am Immaculate Heart College in Los Angeles, 1963 war er Gastprofessor an der University of California in Berkeley. Laporte schrieb zahlreiche Beiträge für US-amerikanische Kunstzeitschriften.

## Schriften (Auswahl)
- Thomas Mann, Felix Wittmer: Unordnung und frühes Leid. Holzschnitte Paul Heilbronner. New York : Prentice-Hall, 1930
- Studien über Johann Michael Fischer. München : Heller, 1933 München, Phil. Diss. v. 20. Dez. 1933.
- (Paolo Heilbronner): Il municipio di Augusta, di Elia Holl, e i suoi rapporti con il barocco Italiano, in: Palladio, Rom, 2, 1938, S. 45–54
- Humanism and the contemporary primitive, in: Gazette des Beaux-Arts, 1946, S. 45–62
- The Classic Art of Renoir, in: Gazette des Beaux-Arts, 1948
- Cubism and relativity, with a letter of Albert Einstein, in: Art Journal, New York, 25, 1966, S. 246–248. Dasselbe in Leonardo, MIT Press, 1988, S. 313–315, Vorwort Rudolf Arnheim

weitere Artikel bei Wendland, 1999, S. 421